# Jasmine
Jasmine ist ein weiblicher Vorname.

## Herkunft und Bedeutung
→ Hauptartikel: Jasmin
Jasmine ist die englische, französische und italienische Variante von Jasmin.

## Verbreitung
Der Name Jasmine ist überwiegend im englischen Sprachraum verbreitet. In den USA gelang dem Namen in den 1970er Jahren ein rascher Aufstieg in den Vornamenscharts. Von 1989 bis 2006 gehörte er beständig zu den 30 beliebtesten Mädchennamen. Seitdem sank die Popularität etwas, heute ist der Name mäßig beliebt. In Kanada gehört der Name seit Ende der 1980er Jahre zu den 100 beliebtesten Mädchennamen.
Auch in Australien und Neuseeland stieg der Name in den 1980er Jahren in die Top-100 der Mädchenvornamen auf und schaffte es bis unter die 30 beliebtesten Mädchennamen. Zuletzt wird Jasmine jedoch wieder seltener vergeben.
In England und Wales hat sich der Name unter den 100 beliebtesten Mädchennamen etabliert. Außerdem ist er in Irland, Nordirland und Schottland in der Namensgebung vorhanden.
Jasmine wird in Deutschland seit den 1950er Jahren regelmäßig vergeben, in den letzten 10 Jahren etwa 400 Mal. Ebenfalls kommt er alljährlich in der österreichischen Namensgebung vor (von 1984 bis 2022 rund 670 Mal). Der Name wird in der Schweiz nachweislich seit Mitte der 1930er Jahre als Mädchenname gewählt, in diesem Zeitraum circa 2800 Mal. Der Höhepunkt seiner Beliebtheit lag in den Jahren um die Jahrtausendwende.
In den Niederlanden kommt der Name seit Mitte der 1940er Jahre jedes Jahr vor, seit 2003 mit steigender Popularität. Zwischen 1946 und heute wurde er etwa 1300 Mal vergeben. In Italien ist Jasmine seit dem Jahr 2004 in den Top-130 platziert, die beste Platzierung erzielte er im Jahr 2019 mit dem 96. Platz. Der Vorname kommt in Polen seit dem Jahr 2000 regelmäßig bei der Namenswahl vor, aber im geringen Volumen.
Außerdem ist der Name in den skandinavischen Ländern Dänemark, Norwegen und Schweden vorhanden, wobei er sich in Schweden seit Ende der 1990er Jahre bis heute in den Top-100 befindet.
In der Variante Yasmine wird der Name vor allem in Frankreich und Belgien vergeben. Außerdem wird diese Variante im englischen Sprachraum als alternative Transkription von arabisch ياسمين Yasmin verwendet.

## Namensträgerinnen

### Vorname Jasmine
- Jasmine (finnische Sängerin) (* 1976), finnische Sängerin
- Jasmine (japanische Sängerin) (* 1989), japanische Sängerin
- Jasmine Jessica Anthony (* 1996), US-amerikanische Filmschauspielerin
- Jasmine Blocker (* 1992), US-amerikanische Leichtathletin (Sprint)
- Jasmine Bonnin (* 1952), deutsche Sängerin und Liedermacherin
- Jasmine Braun (* 1988), luxemburgische Schriftstellerin von Jugendliteratur
- Jasmine Byrne (* 1985), US-amerikanische Pornodarstellerin
- Jasmine Campbell (* 1991), alpine Skirennläuferin von den Jungferninseln
- Jasmine Chansri (* 1980), oberösterreichische Politikerin
- Jasmine Chen (* 1989), taiwanische Springreiterin
- Jasmine Choi (* 1983), südkoreanische Flötistin
- Jasmine Crockett (* 1981), US-amerikanische Anwältin und Politikerin (Demokraten)
- Jasmine Flury (* 1993), Schweizer Skirennfahrerin
- Jasmine Gross (* 1998), US-amerikanische Volleyballspielerin
- Jasmine Guy (* 1962), US-amerikanische Schauspielerin, Sängerin und Tänzerin
- Jasmine Cephas Jones (* 1989), US-amerikanische Schauspielerin und Sängerin
- Jasmine Keller-Hämmerle (* 1966), österreichische Triathletin
- Jasmine Myra (* ≈ 1994), britische Jazzmusikerin (Altsaxophon, Flöte, Komposition)
- Jasmine Paolini (* 1996), italienische Tennisspielerin
- Jasmine Pereira (* 1996), neuseeländische Fußballspielerin
- Jasmine Rae (* 1987), australische Country-Sängerin
- Jasmine Richards (* 1990), kanadische Schauspielerin
- Jasmine Thompson (* 2000), britische Sängerin
- Jasmine Trinca (* 1981), italienische Schauspielerin und Filmregisseurin
- Jasmine Villegas (* 1993), US-amerikanische Pop- und R&B-Sängerin mexikanisch-philippinischer Abstammung

Zwischenname
- Bianca Jasmine Lawson (* 1979), US-amerikanische Schauspielerin

### Vorname Yasmine, Yasmina
- Yasmine Akram (* 1982), irische Schauspielerin, Theaterautorin und Komikerin
- Yasmine Al-Bustami (* 1993), US-amerikanische Schauspielerin mit arabischen Wurzeln
- Yasmine Azaiez (* 1988), britisch-tunesische Musikerin (Geige, Gesang)
- Yasmina Aziez (* 1991), französische Taekwondoin
- Yasmine Belkaid (* 1968), algerisch-amerikanische Immunologin
- Yasmine Blair (* 1983), austro-amerikanische Moderatorin
- Yasmine Bleeth (* 1968), US-amerikanische Filmschauspielerin
- Yasmina Djaballah (* 1971), deutsche Schauspielerin
- Yasmina Filali (* 1974), deutsche Schauspielerin
- Yasmine Hamdan (* 1976), libanesische Sängerin, Songwriterin und Schauspielerin
- Yasmine Heinel, bekannt als Yazzus, Techno-DJ und Musikproduzentin
- Yasmina Hunzinger (* 6. Juni 1977 in Basel, Schweiz) ist eine schweizerisch-deutsche Sängerin und Songwriterin
- Yasmine Lafitte (* 1973), franko-marokkanische Pornodarstellerin
- Yasmine M’Barek (* 1999), deutsche Journalistin und Podcasterin
- Yasmina Reza (* 1959), französische Schriftstellerin
- Yasmine Yamada (* 1997), Schweizer Eiskunstläuferin

### Künstlername
- Jasmine You (1979–2009), japanischer Bassist
- Yasmina Khadra (* 1955), algerischer Schriftsteller